# Mathejka János
Mathejka János (néhol Matheika, Matejka) (Budapest, 1895. június 21. – Szovjetunió, 1940. november 7.) író, költő, újságíró, tanár, Matejka Március földrajztudós édesapja.

## Élete

### Magyarországon
Apja vezérkari tiszt volt az osztrák fővárosban, ám menyasszonya megszöktetése miatt a hadseregből távoznia kellett. Mathejka János ötéves korától kezdve Vácott élt, s itt is járt iskolába. Már gimnáziumi évei alatt írt verseket, érettségi vizsgája után Budapesten járt egyetemre, ekkortájt címírással tartotta fenn magát, s megismerkedett a Nyugat szerkesztőségének több tagjával, emellett pedig színikritikákat is írt, és verseket publikált különböző fővárosi lapokban. Harcolt az első világháborúban, először az olasz fronton, majd az oroszon, ahol hadifogságba került. A háború kitörése után 3 évvel rokkantként a Vöröskeresztnek köszönhetően került vissza Magyarországra. Belépett az MSZDP-be, s munkatársa lett a Váci Újságnak, amelyet az őszirózsás forradalom alatt szerkesztett. 1919 tavaszán belépett a Kommunisták Magyarországi Pártjába, a kommün alatt a váci direktórium egyik tagja volt, illetve szerkesztette a Váci Vörös Ujságot. Direktóriumi tagként foglalkozott Vác oktatási ügyeivel, illetve az egyházi iskolák államosításával és a város forradalmi törvényszéki vádbiztosának is őt tették meg. A kommün bukása után 1919. augusztus 9-én letartóztatták, s a váci fegyházba szállították, majd 5 nap múlva különítményesek román katonákkal együtt tíz foglyot, köztük Mathejkát elvitték a fegyházból, vészbíróságot hívtak össze, majd kihirdették a foglyoknak halálos ítéletüket. A Duna-parton sortüzet zúdítottak rájuk: Mathejka fejlövést kapott, ám nem halt meg. Másnap kora reggel kimászott a hullák alól, s menyasszonya lakására ment, ahol ismét lefogták. A magyar hatóságok életfogytig tartó börtönbüntetésre ítélték, ám a következő évben a szovjet–magyar fogolycsere-akció keretein belül kicserélték.

### Az emigrációban
Moszkvában telepedett le. 1924-től a Komintern könyvtárát vezette, majd (1931-ben) a Nemzetközi Bibliográfiai Intézet igazgatójává tették meg. Időközben (1929-től) a Forradalmi Irodalom Nemzetközi Irodájának egyik tagja volt, s csakúgy, mint Hajdu Pál vagy Czóbel Ernő, ő is dolgozott a Marx-Engels Intézetben. Az 1930-as években tanárként is működött. A Sarló és Kalapács című lap egyik rovatvezetője lett, s a Mezsdunarodnaja Lityeratura főszerkesztőjeként is dolgozott. Egy időben a Lityeratura Mirovoj Revolyuciji szerkesztőbizottságának is tagja volt, 1933-tól pedig a Gorkij Világirodalmi Intézet igazgatóhelyettese, később (1938-ban) letartóztatták, mivel nem jelentette feleségéről, hogy az a „dolgozó nép ellensége". Kényszermunkára ítélték, s a lágerben halt meg.